# Edwardsiana sogdiana
Edwardsiana sogdiana är en insektsart som beskrevs av Mitjaev 1963. Edwardsiana sogdiana ingår i släktet Edwardsiana och familjen dvärgstritar. Inga underarter finns listade i Catalogue of Life.